# Hrabstwo Mills (Teksas)

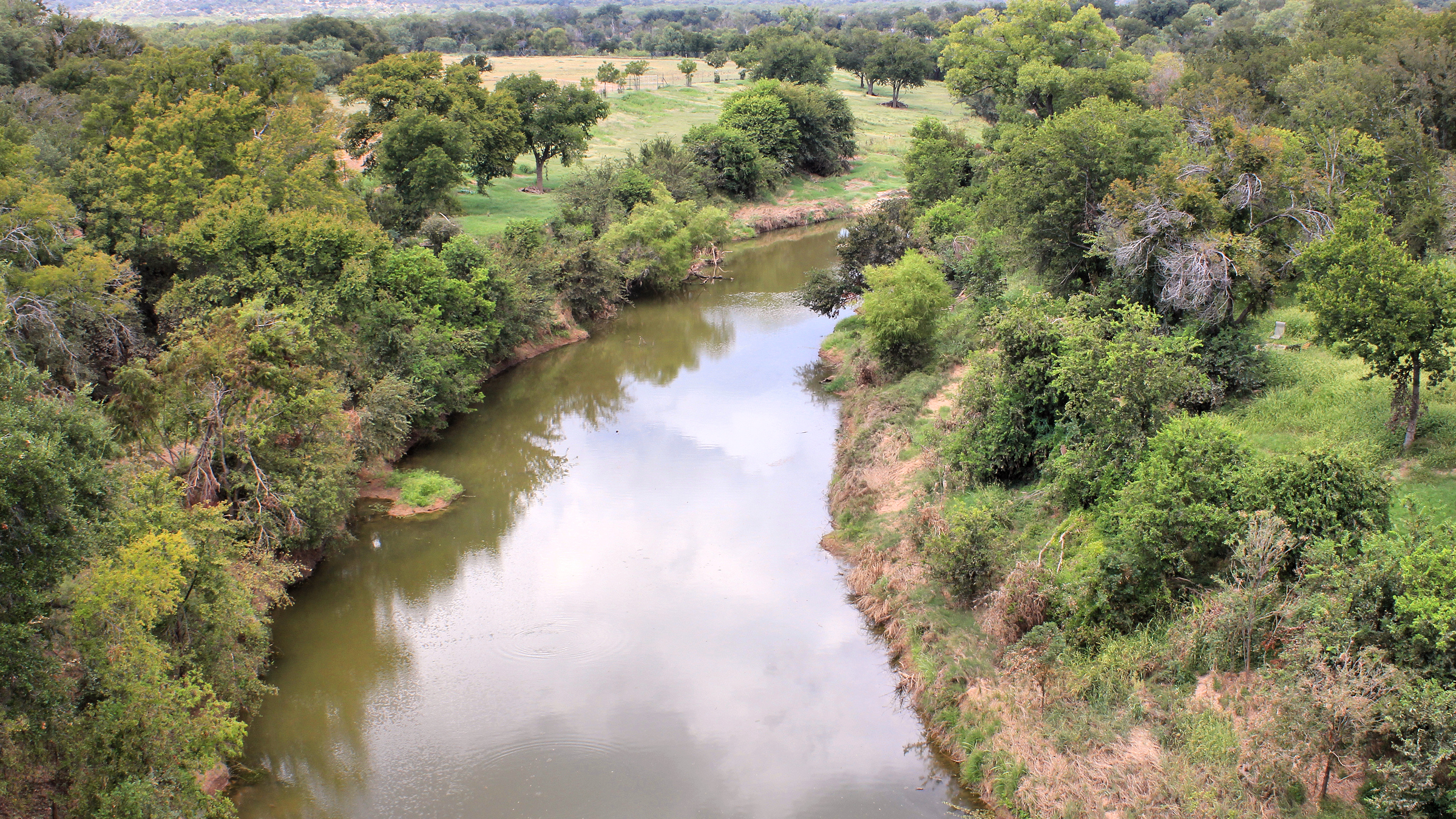
Widok na rzekę Colorado

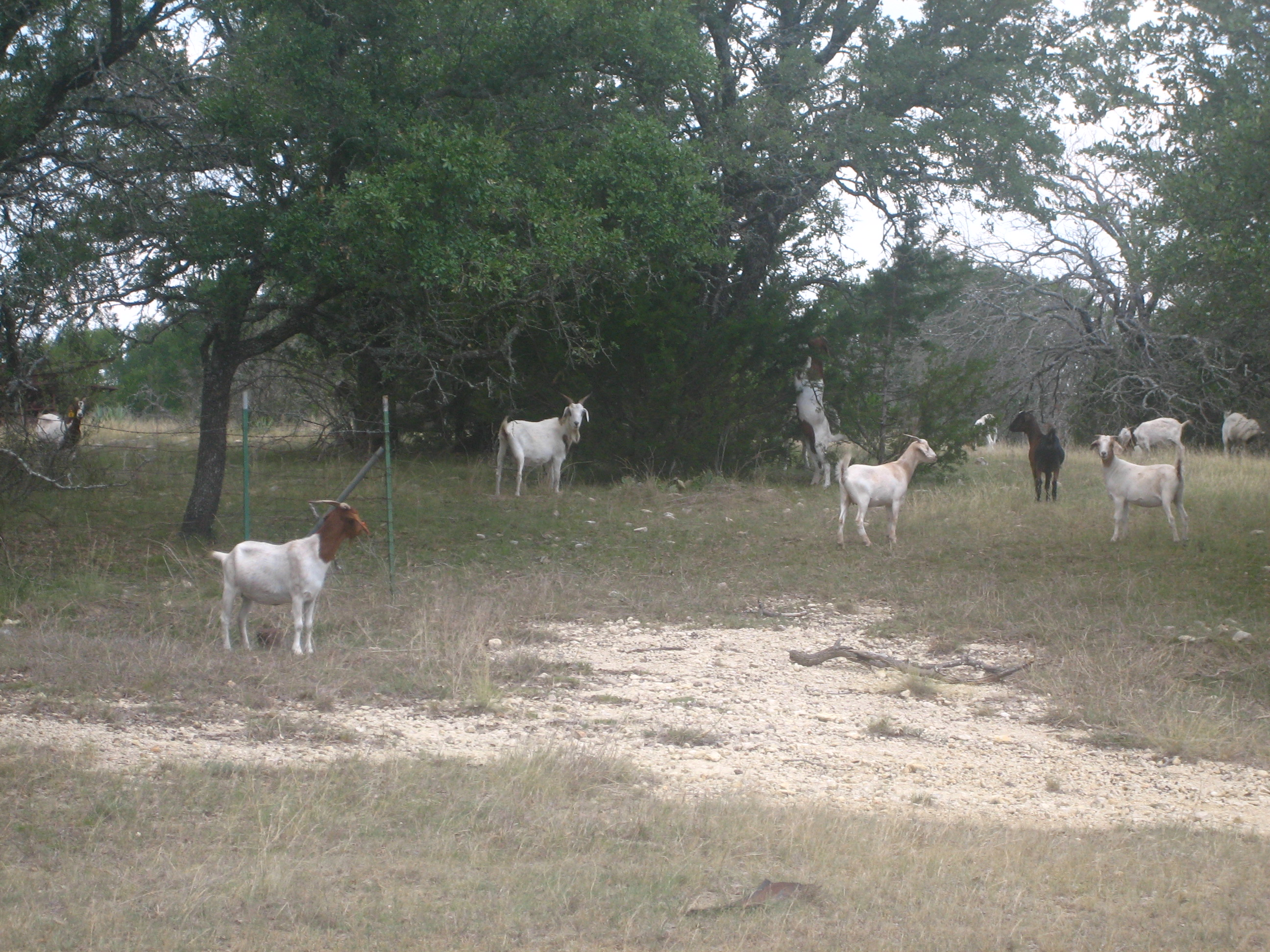
Kozy w hrabstwie Mills

Piramida wieku hrabstwa

Hrabstwo Mills – rolnicze hrabstwo w środkowym Teksasie w USA. Utworzone w 1887 r. Według danych z 2023 liczy 4548 mieszkańców. Siedzibą hrabstwa jest miasteczko Goldthwaite. Inne miejscowości, to: Mullin, Priddy, Star, Regency i Caradan. Południowo–zachodnią granicę hrabstwa wyznacza Colorado River.

## Sąsiednie hrabstwa
- Hrabstwo Comanche (północ)
- Hrabstwo Hamilton (północny wschód)
- Hrabstwo Lampasas (południowy wschód)
- Hrabstwo San Saba (południowy zachód)
- Hrabstwo Brown (północny zachód)

## Gospodarka
Hrabstwo Mills posiada czwarte co do wielkości stado owiec (28,4 tys. w 2022 roku) i dziewiąte co do wielkości stado kóz w Teksasie (17 tys. w 2022). Poza tym ważną rolę w hrabstwie, odgrywają: przemysł mleczny (24. miejsce w stanie), hodowla bydła, oraz uprawy orzechów pekan i owsa. 75% areału gospodarstw zajmują pastwiska, 11% uprawy i 10% to obszary leśne. 
Do głównych sektorów zatrudnienia mieszkańców, należą: opieka zdrowotna i usługi edukacyjne (27,5%) oraz budownictwo (15,4%).

## Demografia
W latach 2000–2020 populacja hrabstwa skurczyła się o 13,5%. Według danych pięcioletnich z 2023 roku, mieszkańcy deklarują głównie pochodzenie niemieckie (16,2%), meksykańskie (15,9%), mieszane (14,5%), angielskie (13,7%), irlandzkie (10,3%), „amerykańskie” (6,8%) i szkockie lub szkocko–irlandzkie (4,9%). Biali niebędący Latynosami stanowili łącznie 76% mieszkańców. 